# Marcus Simplicius Simplex

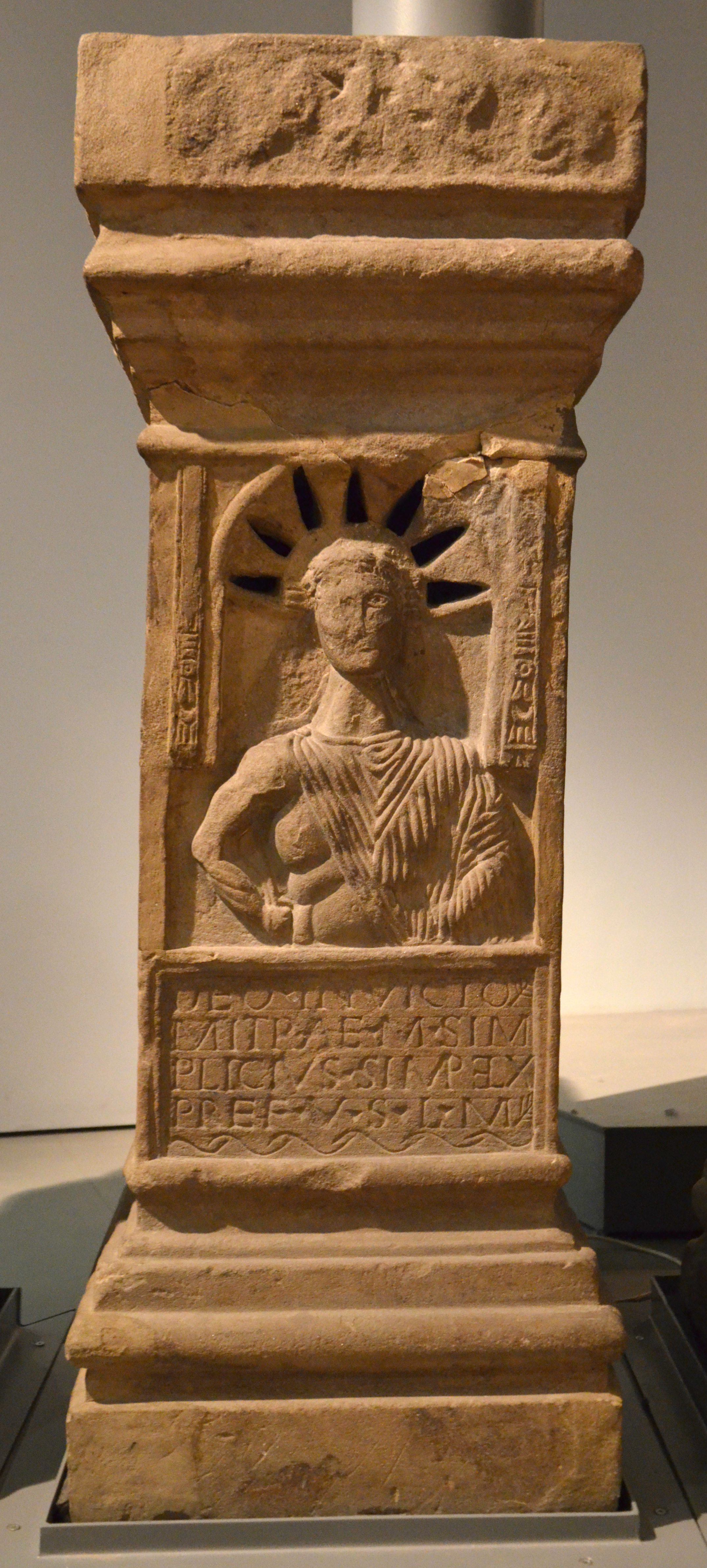
Der Altar mit der Inschrift

Marcus Simplicius Simplex war ein im 3. Jahrhundert n. Chr. lebender Angehöriger des römischen Ritterstandes (Eques).
Durch eine Weihinschrift auf einem Altar, der beim Kastell Brocolitia gefunden wurde und der bei der Epigraphik-Datenbank Clauss-Slaby in die erste Hälfte des 3. Jahrhunderts datiert wird, ist belegt, dass Simplex Präfekt war. John Spaul ordnet ihn der Cohors I Batavorum war, die zu diesem Zeitpunkt in der Provinz Britannia stationiert war.